# Cratere Maestlin

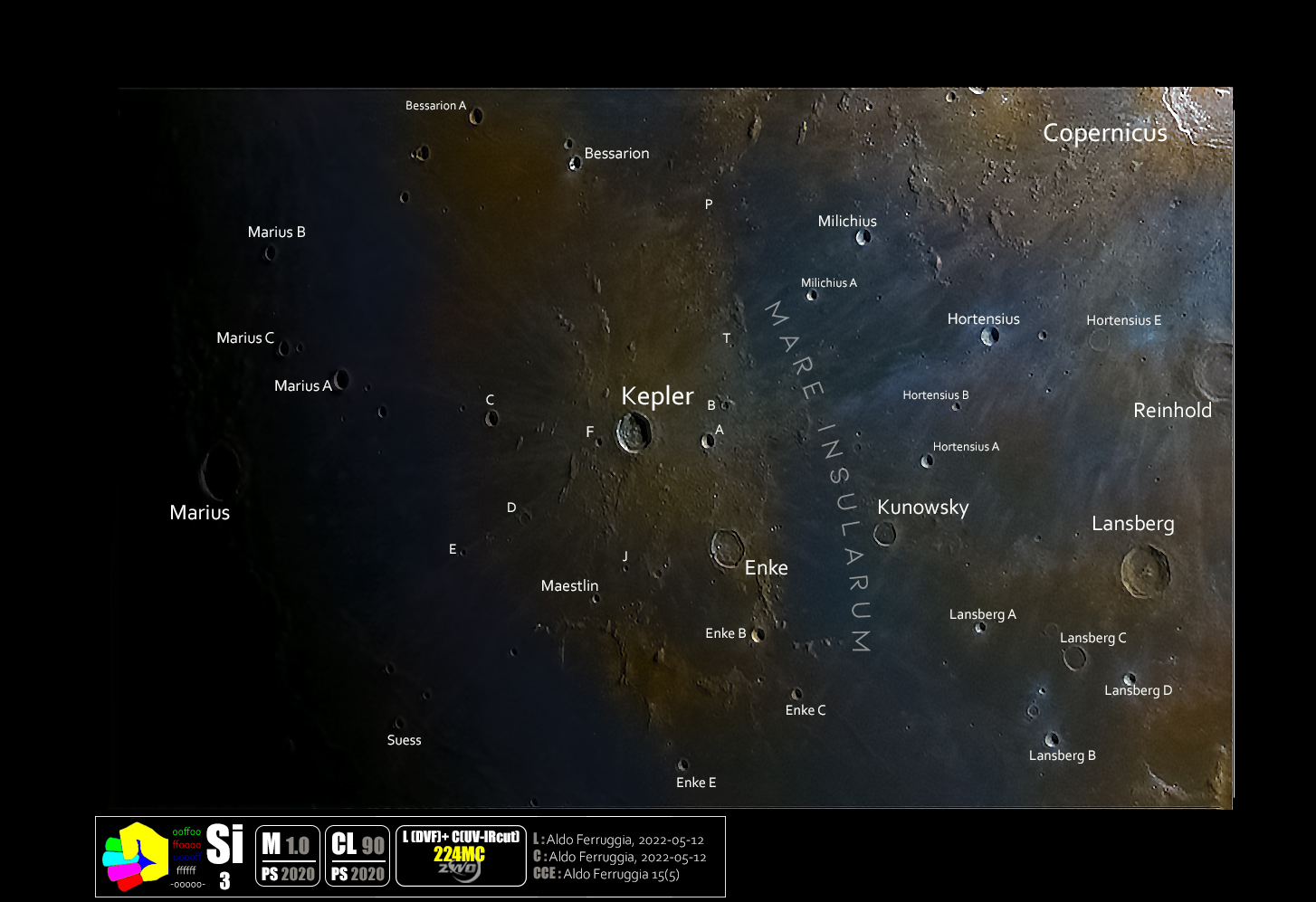
Area del cratere in immagine selenocromatica (Si)

Maestlin è un cratere lunare intitolato all'astronomo e matematico tedesco Michael Maestlin. È una formazione emisferica situata sull confine orientale dell'Oceanus Procellarum. Ad est si trova il cratere Encke mentre a nordest c'è il cratere Keplero. Poco a sudest di Maestlin sono situati i resti simili ad una cresta di 'Maestlin R', una pianura quasi completamente sommersa dal mare. A sud di questa formazione si trova il sistema di rimae chiamato Rimae Maestlin. Il mare attorno al cratere è caratterizzato da una raggiera proveniente dal cratere Keplero.

## Crateri correlati
Alcuni crateri minori situati in prossimità di Maestlin sono convenzionalmente identificati, sulle mappe lunari, attraverso una lettera associata al nome.
| Maestlin | Latitudine | Longitudine | Diametro |
| -------- | ---------- | ----------- | -------- |
| G        | 2.0° N     | 42.1° W     | 4 km     |
| H        | 4.7° N     | 43.5° W     | 7 km     |
| R        | 3.5° N     | 41.5° W     | 61 km    |